# Стела «Город воинской славы» (Гатчина)
Па́мятник-сте́ла «Го́род во́инской сла́вы» был открыт 10 сентября 2016 года на пересечении проспекта 25 Октября и улицы Чкалова. Стела установлена в память о присвоении Гатчине почётного звания «Город воинской славы».

## История
История Гатчины как гарнизонного города тесно связана с военной историей России. Несмотря на малочисленность, сформированные цесаревичем Павлом гатчинские войска к 1796 году были одним из наиболее дисциплинированных и хорошо обученных подразделений русской армии. Опыт гатчинских войск, отрабатывавших на учениях с 1793 по 1796 годы прогрессивные приёмы взаимодействия и боя, лёг в основу военных реформ Павла I, а комендантом Гатчины А. А. Аракчеевым были осуществлены важные преобразования в тыловом снабжении войск и организации артиллерии. Первый в Российской империи военный аэродром был основан под Гатчиной в 1910 году. Заметную роль военнослужащие гатчинского гарнизона сыграли в различных военных операциях, в частности, в годы Русско-японской войны (1904-1905). 
Особенно важное значение в истории города имеют события Великой Отечественной войны (1941-1945): в нём размещался штаб Красногвардейского укрепрайона, строительство которого началось 4 июля 1941 года в ходе Ленинградской стратегической оборонительной операции. После взятия города немецко-фашистскими войсками 13 сентября 1941 года Красногвардейский укрепрайон был 17 сентября расформирован, но более чем трёхнедельные ожесточённые бои на позициях Красногвардейского и Слуцко-Колпинского укреплённых районов во многом предопределили провал попыток врага прорваться к Ленинграду с юга.
В годы фашистской оккупации в городе действовала подпольная организация. В парке «Сильвия» установлен памятник расстрелянным в нём 25-ти комсомольцам-подпольщикам.
В ходе Красносельско-Ропшинской наступательной операции 26 января 1944 года после тяжёлых боёв Гатчина была освобождена советскими войсками. Вечером Москва салютовала освободителям города двенадцатью артиллерийскими залпами из ста двадцати четырёх орудий. А 27 января стало днём окончательного снятия блокады Ленинграда и впервые отмечалось праздничным салютом в Ленинграде. Приказом Верховного Главнокомандующего за участие в боях за освобождение города Гатчины 19-ти воинским соединениям и частям присвоено почётное наименование «Гатчинские».
Указом президента Российской Федерации от 6 апреля 2015 года № 177 городу Гатчине присвоено почётное звание «Город воинской славы». 22 июня 2015 года в Екатерининском зале Московского Кремля состоялась церемония вручения грамот о присвоении звания городам, в числе которых была Гатчина. 1 февраля 2016 года поступила в обращение почтовая марка, а 30 июня 2016 года в обращение была выпущена памятная монета «Город воинской славы Гатчина» номиналом 10 рублей.
В соответствии с Указом президента РФ от 1 декабря 2006 года № 1340, в каждом городе, удостоенном этого высокого звания, устанавливается стела, посвящённая этому событию. 10 сентября 2016 года на пересечении проспекта 25 Октября и улицы Чкалова состоялось торжественное открытие мемориала, приуроченное к 220-летию присвоения Гатчине статуса города. В церемонии приняли участие ветераны Великой Отечественной войны, жители блокадного Ленинграда, представители властей, молодёжи, общественности. Среди почётных гостей — председатель Государственной Думы России Сергей Нарышкин, министр культуры России Владимир Мединский и губернатор Ленинградской области Александр Дрозденко. 
В ходе торжественной церемонии были представлены боевые знамена 120-й стрелковой гатчинской краснознамённой дивизии и 267-го отдельного пулемётно-артиллерийского батальона, участвовавших в боях за Гатчину. Копии боевых знамён переданы в городской музей. Там же хранится и символ воинской славы — Меч Победы, вручённый Гатчине, как и другим городам воинской славы, 9 июня 2022 года в зале Славы Музея Победы в парке Победы на Поклонной горе в Москве. Изготовленный в Златоусте меч покрыт золотом высшей 999,9 пробы и инкрустирован уральскими самоцветами — гранатами, символизирующими пролитую кровь, и голубыми топазами, которые считаются символом мира. Длина мечей составляет 1,2 метра, вес — более пяти килограммов. На клинке, украшенном растительным орнаментом, высечены знаменитые слова, приписываемые князю Александру Невскому: «Кто с мечом к нам придет, тот от меча и погибнет». Ранее, в апреле 2015 года, аналогичные Мечи Победы были переданы на вечное хранение городам-героям.

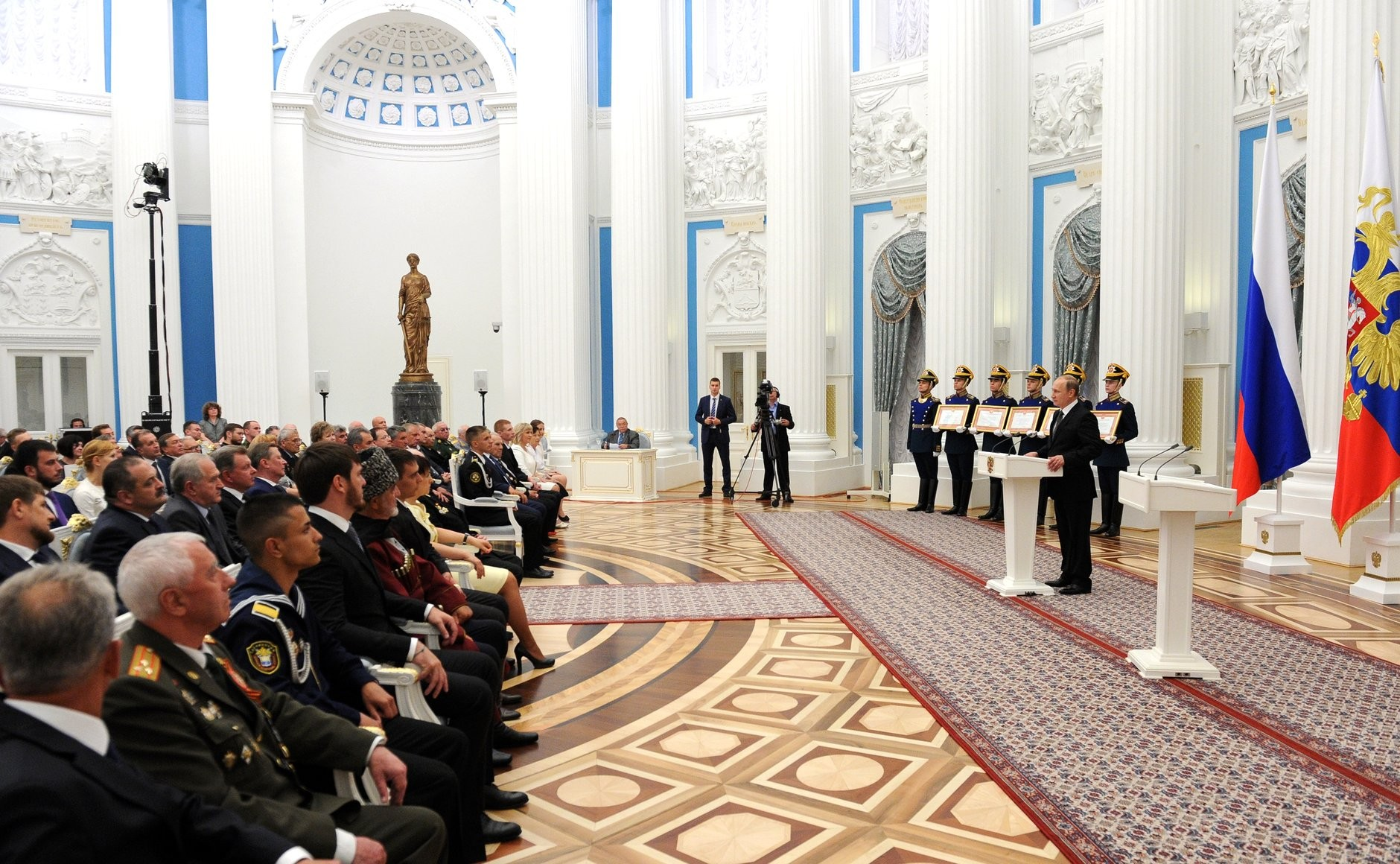
Церемония присвоения почётных званий городам
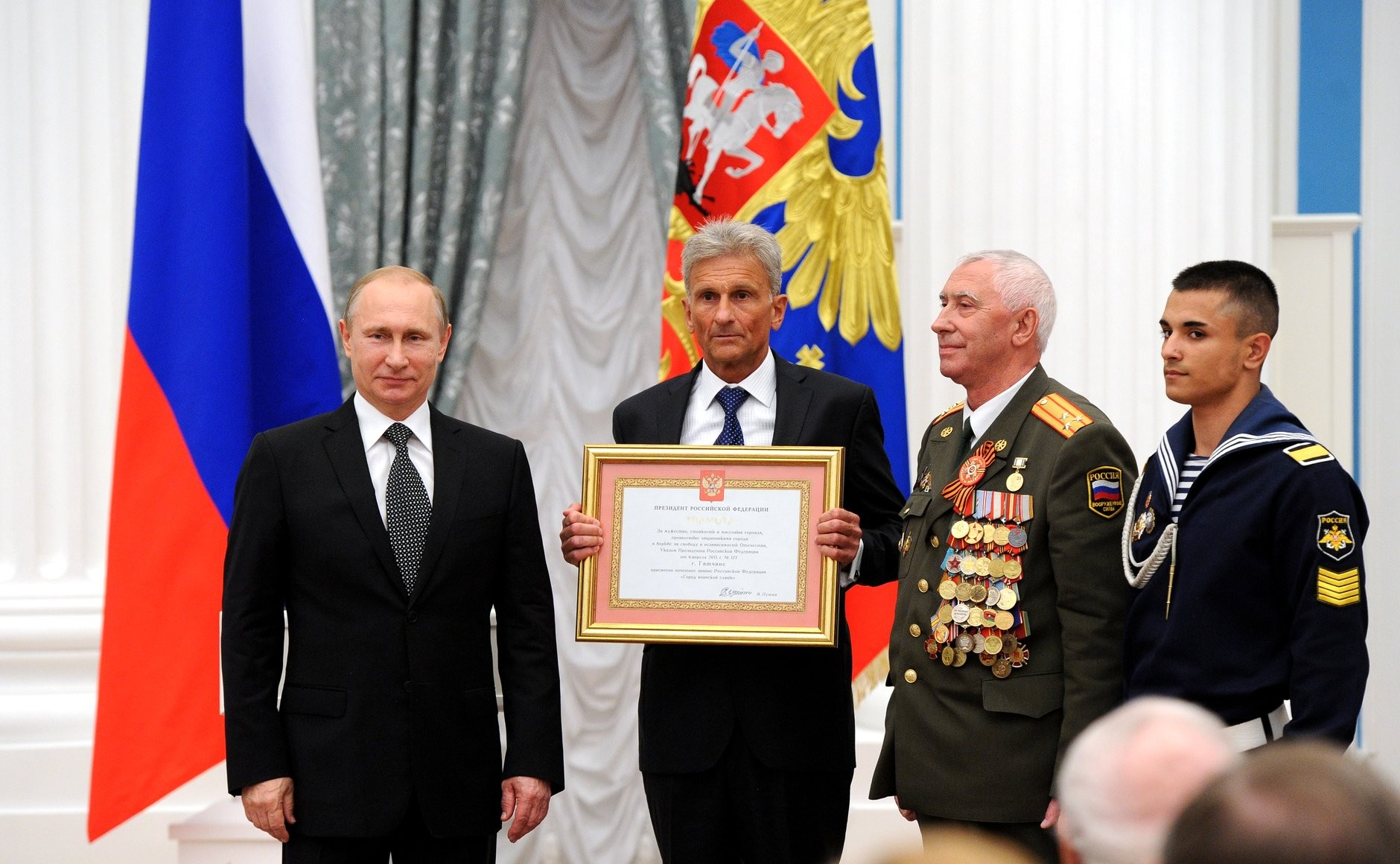
Вручение грамоты о присвоении Гатчине почётного звания
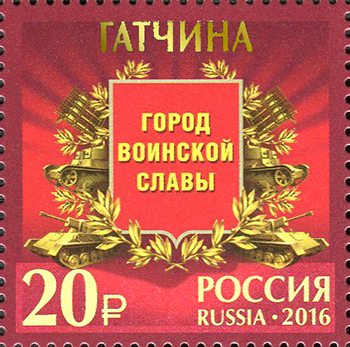
Памятная марка, посвящённая городу воинской славы
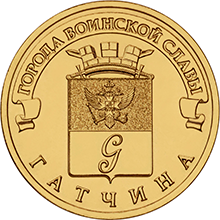
Изображение герба города воинской славы на монете
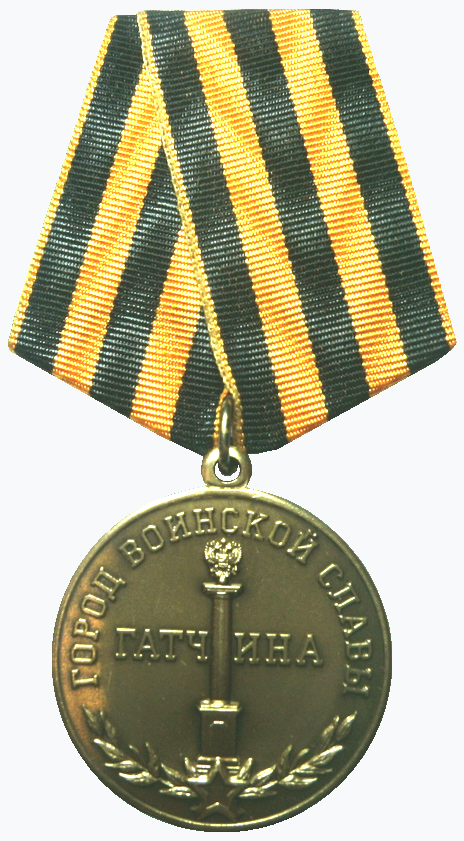
Почётный знак

## Описание и изображения
Символ мужества и воинской славы представляет собой полированную гранитную колонну дорического ордера высотой 14,2 метра (с бронзовыми капителью и базой). Наверху колонны — бронзовый государственный герб России, на постаменте в бронзовом картуше располагается текст Указа Президента РФ о присвоении почётного звания, а на оборотной стороне — бронзовый герб Гатчины. Стелу окружают четыре пилона с барельефами, на которых запечатлены основные вехи военной истории Гатчины от момента основания города (Великая Отечественная война, Отечественная война 1812 года, Русско-японская война, Русско-турецкая война, Первая мировая война и др.). В числе лиц, изображённых на барельефах, — генерал А. А. Аракчеев, генерал П. Х. Витгенштейн, разведчик А. С. Григорин, лётчик М. Н. Ефимов, танкист З. Г. Колобанов. 
Архитектурно-скульптурное решение памятной стелы «Город воинской славы» утверждено Российским организационным комитетом «Победа» по результатам открытого всероссийского конкурса, в котором в 2008 году победил проект авторского коллектива в составе: заслуженный архитектор России И. Н. Воскресенский, Г. А. Ишкильдина, В. В. Перфильев, заслуженный художник России С. А. Щербаков. Бронзовые барельефы изготовлены группой скульпторов под руководством Михаила Попова. 
Площадь возле мемориала стала местом проведения торжественных городских мероприятий. Появилась традиция торжественного празднования дня присвоения Гатчине почётного звания «Город воинской славы». Решением Совета депутатов Гатчины от 24 февраля 2016 года № 2 учреждён почётный знак «Гатчина — город воинской славы».

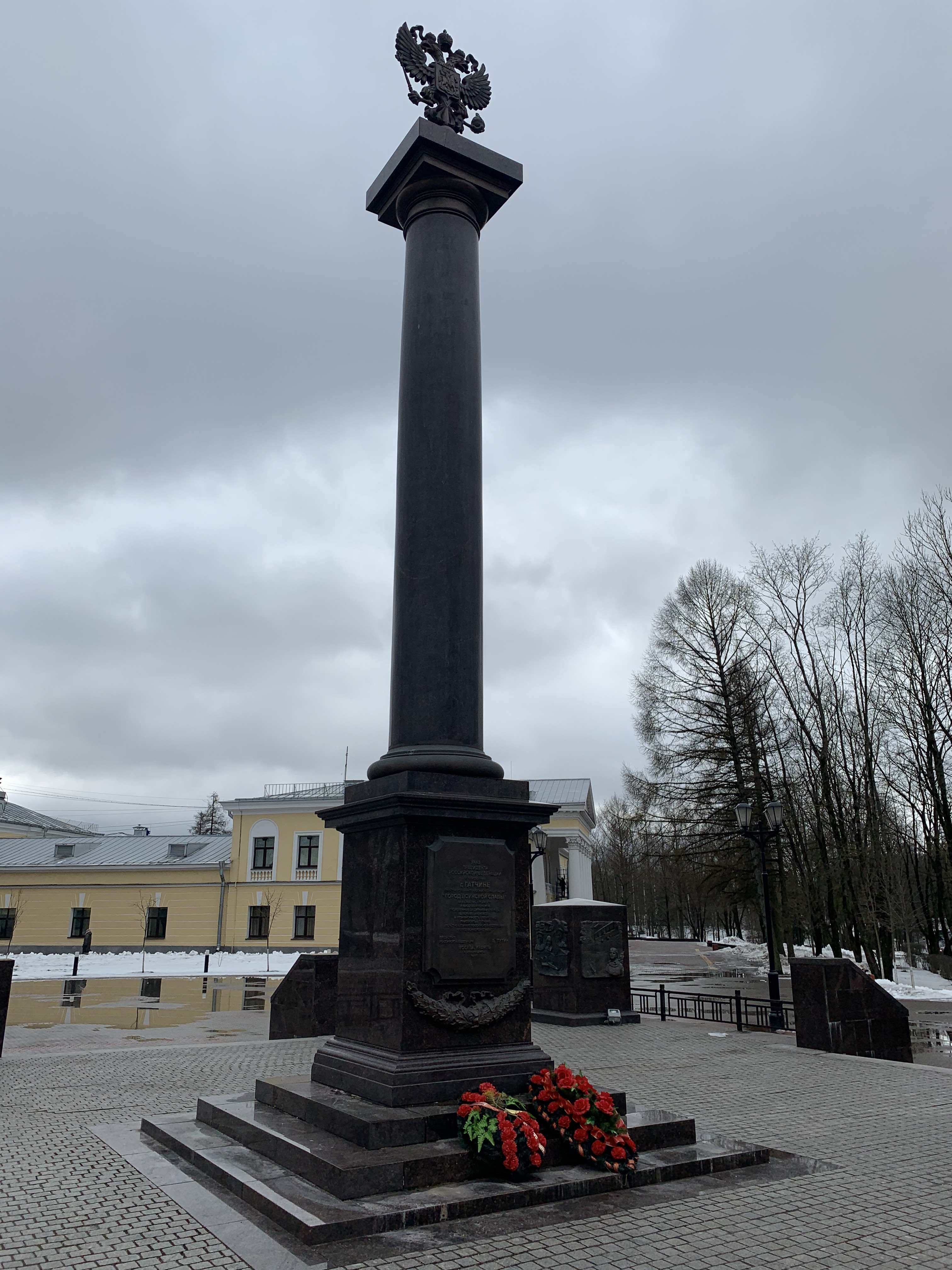
Колонна
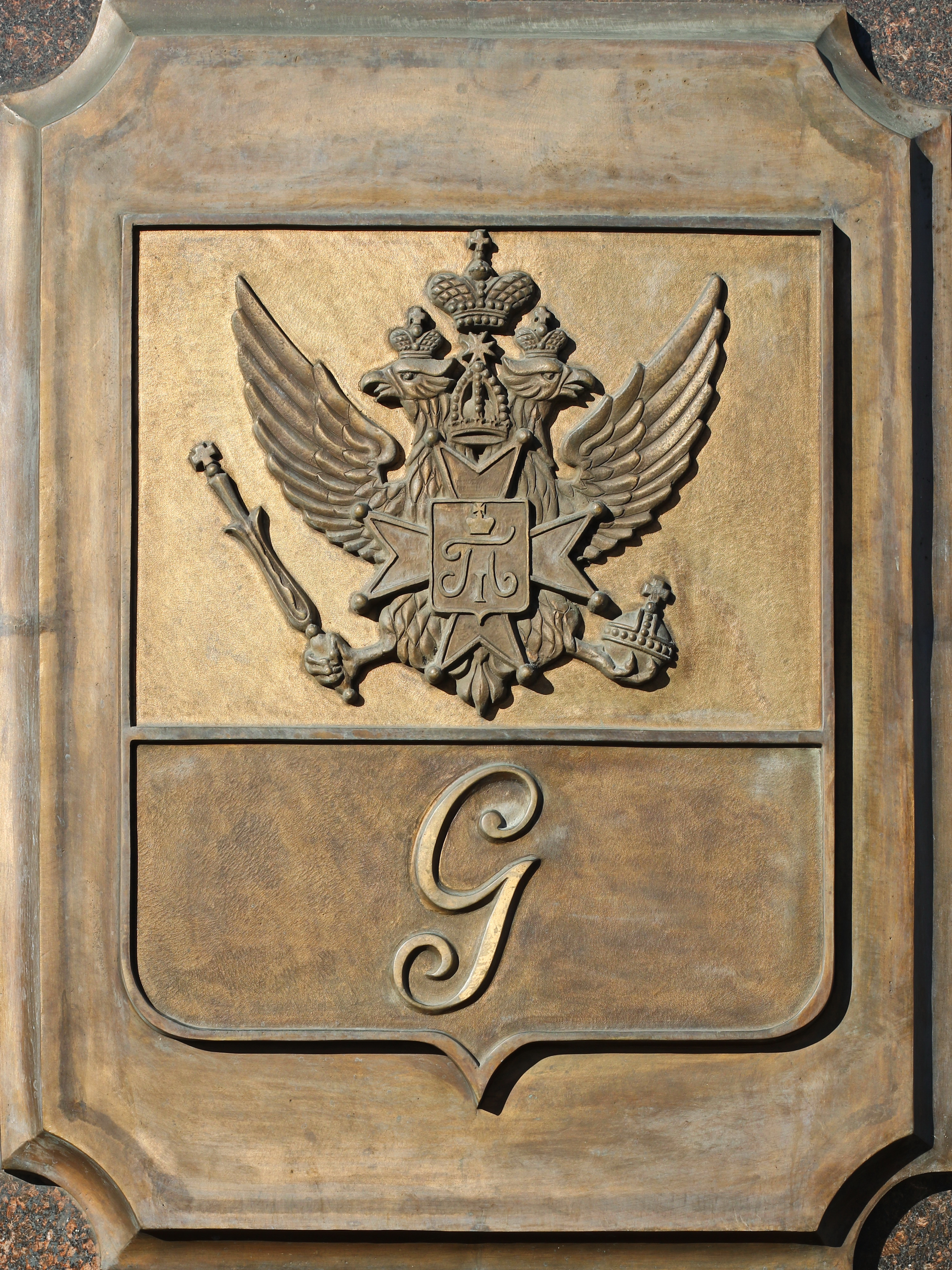
Изображение герба города воинской славы на постаменте колонны
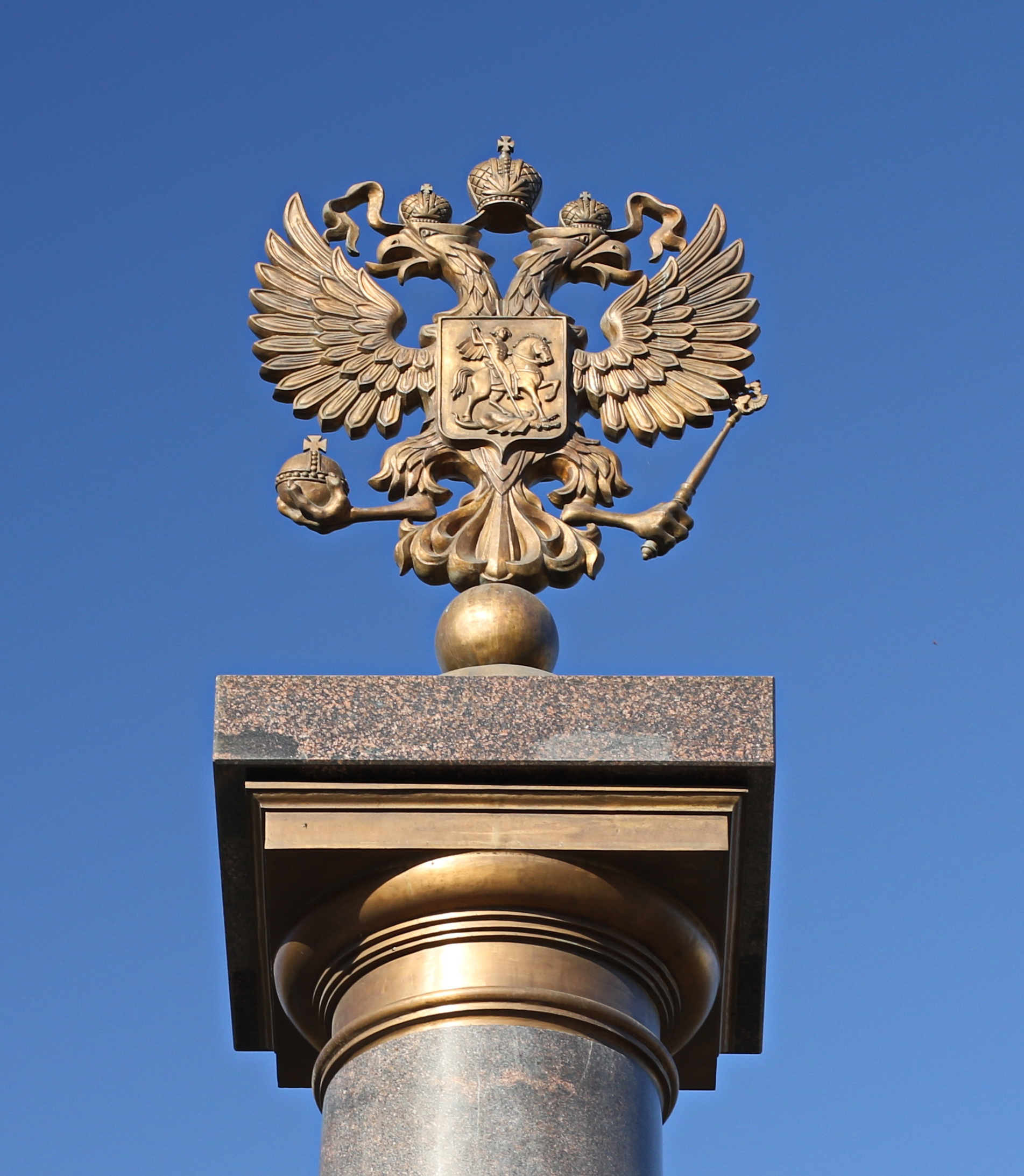
Изображение герба России на вершине колонны
Барельеф, посвящённый артиллерии
Барельеф, посвящённый партизанам Отечественной войны
Барельеф, посвящённый сражению под Клястицами
Барельеф, посвящённый Кирасирскому Его Величества лейб-гвардии полку
Барельеф, посвящённый Егерскому лейб-гвардии полку
Барельеф, посвящённый Русско-турецкой войне
Барельеф, посвящённый Русско-японской войне
Барельеф, посвящённый сёстрам милосердия в Первую мировую войну
Барельеф, посвящённый изобретению парашюта Г. Е. Котельниковым
Барельеф, посвящённый Офицерской воздухоплавательной школе
Барельеф, посвящённый авиатору М. Е. Ефимову
Барельеф, посвящённый лётчикам А. А. Казакову, Н. А. Евдокимову и Е. Н. Крутеню
Барельеф, посвящённый жертвам Великой Отечественной войны
Барельеф, посвящённый танкисту З. Г. Колобанову и разведчику А. С. Григорину
Барельеф, посвящённый Красносельско-Ропшинской наступательной операции
Барельеф, посвящённый освобождению Гатчины от немецко-фашистских захватчиков